# 2039 Payne-Gaposchkin
A 2039 Payne-Gaposchkin (ideiglenes jelöléssel 1974 CA) a Naprendszer kisbolygóövében található aszteroida. Harvard Obszervatórium fedezte fel 1974. február 14-én.